# 3 Batalion Inżynieryjny

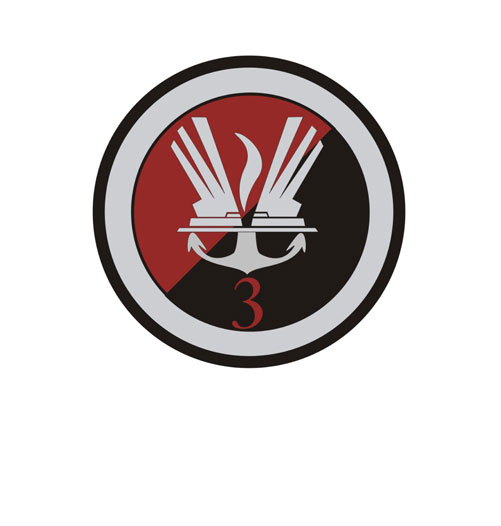
Oznaka rozpoznawcza na mundur wyjściowy

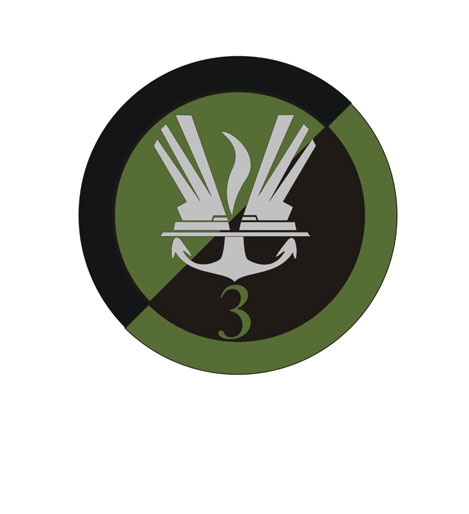
Oznaka rozpoznawcza na mundur polowy

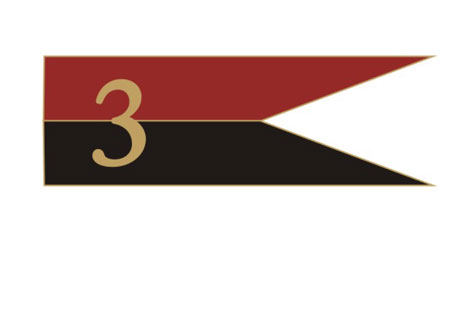
Proporczyk na beret

3 Batalion Inżynieryjny (3 binż) – jednostka inżynieryjna stacjonująca w Nisku, podległa Inspektoratowi Wsparcia Sił Zbrojnych.

## Historia
Batalion został sformowany na podstawie decyzji MON Nr PF-67/Org./SSG/ZOiU-P1 z dnia 19 sierpnia 2010 roku na bazie 3. Batalionu Ratownictwa Inżynieryjnego i 12. Ośrodka Przechowywania Sprzętu w Nisku.
Batalion jest wyspecjalizowany w zadaniach inżynieryjnych.  Do głównych zadań jednostki należą: 
- zadania inżynieryjne polegające na urządzaniu przepraw mostowych przy użyciu mostów BLG;
- zadania rozpoznawcze polegające na prowadzeniu rozpoznania stanu technicznego dróg, obiektów komunikacyjnych, przepraw, zapór;
- zadania ratownicze polegające m.in. na ewakuacji ludności i mienia z użyciem transporterów PTS-M oraz łodzi desantowych.

Batalion bierze również udział w akcjach przeciwpowodziowych, ratowniczo-gaśniczych, usuwania skutków klęsk żywiołowych i katastrof. 
Batalion ma wyznaczone zadania mobilizacyjne na czas „W”, które kierowane są przez Terenowy Aparat Mobilizacyjny. 

## Tradycje
Decyzją Nr 268/MON Ministra Obrony Narodowej z dnia 11 września 2012 roku wprowadzono odznakę pamiątkową, oznakę rozpoznawczą oraz proporczyk na beret.
Decyzją Nr 351/MON Ministra Obrony Narodowej z dnia 26 września 2011 roku ustalono, że batalion inżynieryjny:
- przejmuje i z honorem kultywuje dziedzictwo tradycji:
  - 12. Małopolskiego pułku komunikacyjnego Ziemi Niżańskiej (1995-2001);
  - 12. Ośrodka Przechowywania Sprzętu (2002-2011);
  - 3. batalionu ratownictwa inżynieryjnego (2001-2011);
- przejmuje sztandar rozformowanego 3. batalionu ratownictwa inżynieryjnego;
- Ustanawia się doroczne Święto 3. batalionu inżynieryjnego w dniu 5 października.

## Struktura
- dowództwo i sztab 3. binż
- kompania dowodzenia
- kompania ratownictwa inżynieryjnego
- kompania drogowo-mostowa
- kompania inżynieryjna
- kompania logistyczna

## Dowódcy
- ppłk Leszek Stępień (2011 – 01.09.2013)
- ppłk Zbigniew Drożdżewski (02.09.2013 - 02.02.2018)
- ppłk Radosław Podolski (05.02.2018 - 30.08.2024)[3]
- mjr Katarzyna Międlar (cz.p.o. 1 września 2024 - 6 listopada 2024)[4]
- ppłk Grzegorz Wieliczko (od 7 listopada 2024)

## Podporządkowanie
- Śląski Okręg Wojskowy (2011 – 31 sierpnia 2011)
- 2 Pułk Inżynieryjny Inowrocław (2011 – obecnie)